# Uwe Schulte-Sasse
Uwe Schulte-Sasse (* 27. Oktober 1946 in Wallenstädt) ist ein deutscher Arzt.
Nach einer Ausbildung zum Vermessungstechniker studierte Schulte-Sasse in Berlin an der staatlichen Ingenieurakademie für Bauwesen.
Zunächst war er mehrere Jahre als Vermessungsingenieur tätig, begann dann jedoch an der Freien Universität Berlin ein Medizinstudium. 1978 wurde er promoviert. Am Institut für Anästhesiologie des Klinikums Charlottenburg der FU Berlin absolvierte er anschließend seine Weiterbildung zum Facharzt für Anästhesiologie und wurde 1982 zum Oberarzt bestellt. Ebenfalls dort habilitierte er sich 1986 für Anästhesiologie.
1987 wurde Schulte-Sasse zum Chefarzt am Städtischen Krankenhaus Heilbronn berufen; 1993 ernannte ihn der Minister für Wissenschaft und Forschung des Landes Baden-Württemberg zum außerplanmäßigen Professor.
Schulte-Sasse war Direktor der Klinik für Anästhesiologie und Operative Intensivmedizin in Heilbronn. Im Oktober 2011 wurde er in den Ruhestand verabschiedet.
Er war Schriftführer der Deutschen Gesellschaft für Anästhesiologie und Intensivmedizin e.V. (DGAI) und ist seit 2009 Träger der DGAI-Ehrennadel in Gold.